# Dedas Lewana
Dedas Lewana (georgisch დედას ლევანა; bürgerlich: ლევან ასაბაშვილი, Lewan Asabaschwili; * 1854 in Schilda, Qwareli Rajon,   der Region Kachetien, Georgien; † 1936  ebenda) war ein bedeutender georgischer Folk-Sänger im späten 19. und Anfang des 20. Jahrhunderts. Ihn zeichnete eine perfekte Beherrschung und Interpretation der georgischen Volkslieder, besonders aus der Region Kartli-Kachetien, aus.
Lewan Asabaschwili hatte einen großen Stimmumfang und eine weiche Stimme mit schönem Tenor. Er sang klassische Lieder von Kachetien wie "Chakrulo", "Mrawalzhamier", "Cheuro", "Guschin schwidni Gurdschanelni", "Chonguro" und andere. Erste Schallplattenaufnahmen stammen aus dem Jahr 1912. Im Jahr 1927 hatte er, auf Initiative des großen georgischen Dichters Iosseb Mtschedlischwili, mit anderen Sängern aus der Region Kachetien seinen ersten öffentlichen Auftritt auf der Bühne des Theaters Schota Rustaweli.